# Franz-Alois Fischer
Franz-Alois Fischer (* 1983 in Franken) ist ein deutscher Rechtsanwalt, Philosoph und Autor. Er ist als Hochschulprofessor an der FOM – Hochschule für Oekonomie und Management in München tätig und ist Lehrbeauftragter am Lehrstuhl für Theoretische Philosophie an der Ludwig-Maximilians-Universität München.
Als Rechtsanwalt berät Franz-Alois Fischer zu den Themen Startup-Unternehmen, Vertragsgestaltung und öffentliches Recht, als Autor schreibt er sowohl essayistisch als auch literarisch.

## Leben
Franz-Alois Fischer wuchs als Sohn einer Winzerfamilie in Unterfranken auf. Er studierte Rechtswissenschaften, Philosophie und italienische Philologie in Erlangen, Würzburg, Berlin und München.
Im Jahr 2009 schloss er in Würzburg das zweite juristische Staatsexamen ab und erlangte 2011 ebenfalls an der Universität Würzburg den Magister Artium in Philosophie. Im Jahr 2017 wurde er an der Philosophischen Fakultät der Ludwig-Maximilians-Universität München bei  Axel Hutter promoviert. In seiner Promotionsschrift beschäftigte er sich mit einem dritten Weg der Rechtsbegründung jenseits der Legitimationsmodelle Naturrecht und Rechtspositivismus. Die Arbeit wurde unter dem Titel „Das Recht und seine Voraussetzungen – Eine rechtsphilosophische Rekonstruktion von Hegels Rechtsbegriff“ veröffentlicht.
Nach dem Jura-Studium folgten akademische Stationen bei  Horst Dreier (Verfassungsrecht und Rechtsphilosophie) in Würzburg und bei  Susanne Lepsius (Rechtsgeschichte) in München. Seit 2019 hat Franz-Alois Fischer eine Professur für Öffentliches Recht mit Schwerpunkt Verfassungsrecht an der FOM Hochschule für Ökonomie in München inne und hält als Lehrbeauftragter des Lehrstuhls Theoretische Philosophie jedes Semester ein Seminar zur Politischen Philosophie an der LMU München.
Im Jahr 2019 verbrachte er einen Sommer als Gastdozent für Philosophie an der Fudan-Universität in Shanghai und schrieb über seine Zeit dort ein Buch, das 2021 unter dem Titel „Promenade der Fremden“ erschienen ist.
Im März 2025 veröffentlichte Franz-Alois Fischer zusammen mit Kerstin Plehwe das Buch „Sturm auf die Demokratie“, in dem die weltweiten aktuellen Herausforderungen an die Demokratien aufgezeigt und Strategien zu deren individueller und gesellschaftlicher Bewältigung beschrieben werden.
Fischer lebt in München.

## Wirken
Franz-Alois Fischer tritt öffentlich regelmäßig in Podcasts und Interviews als Experte auf und setzt sich dabei für den Erhalt von Demokratie und Rechtsstaatlichkeit ein. Hierzu veröffentlicht er auch regelmäßig Beiträge auf LinkedIn. 

### Bücher
- Verrat und Neuanfang, Michael Clemm und Franz-Alois Fischer, eBook, Kindle-Ausgabe, 2013, eBook, Kindle-Ausgabe B00F55KT3I
- Das Recht und seine Voraussetzungen: Eine rechtsphilosophische Rekonstruktion von Hegels Rechtsbegriff, Karl-Alber Verlag Freiburg / München, 2019. ISBN 978-3-495-48959-8.
- Promenade der Fremden – Philosophie erzählt. 2. Auflage, Karl-Alber Verlag Freiburg / München, 2021, ISBN 978-3-495-49203-1.
- Sturm auf die Demokratie, Franz-Alois Fischer & Kerstin Plehwe, Heel Verlag, Königswinter, 2025, ISBN 978-3-7588-0010-8.

### Wissenschaftliche Publikationen (Auswahl)
(Quelle: )
- Praktizierte Normativität – Robert Brandoms philosophische Rezeption des Rechts in: M. Rehberg (Hrsg.), Der Erkenntniswert von Rechtswissenschaft für andere Disziplinen, 2018 – Springer Fachmedien, Wiesbaden, 2018, ISBN 978-3-658-18494-0
- Gerechtigkeit ist kein Thema. Zeitschrift für philosophische Forschung. 2019, 73 (1) : 70-99
- Grundrechte in der KI-Verordnung, in: Fischer, Bollhöfer, Amort (Hrsg.), KI und Recht, S. 132–166, dfv Mediengruppe. 2024, Frankfurt, ISBN 978-3-8005-1930-9
- Freiheit durch Klimaschutz – Zum intertemporalen Freiheitsbegriff des Bundesverfassungsgerichts, in: Hans-Jörg Fischer und Matthias Amort (Hrsg), 2022, Nachhaltigkeit und Recht, 2024 – dfv Verlag, ISBN  978-3-8005-1831-9

### Podcastfolgen (Auswahl)
- Parteienfinanzierung – Warum erhalten politische Parteien und politische Stiftungen eine staatliche (Teil-)Finanzierung? Welche Rolle spielt die Verwurzelung der Parteien in der Gesellschaft?[9]
- Menschen im Rechtstaat: Prof. Dr. Franz-Alois Fischer. „Niemand steht über dem Gesetz“ 29. Januar 2025, Bundesrechtsanwaltskammer[10]